# Altenau (Mühlberg)
Altenau è una frazione (Ortsteil) della città tedesca di Mühlberg/Elbe.

## Storia
Il comune di Altenau fu creato il 1º febbraio 1990 dalla divisione del comune di Fichtenberg-Altenau in Fichtenberg e Altenau.
In seguito fu aggregato alla città di Mühlberg/Elbe.